# 核燃料サイクル開発機構
核燃料サイクル開発機構（かくねんりょうサイクルかいはつきこう、サイクル機構、Japan Nuclear Cycle Development Institute、JNC）は、高速増殖炉、核燃料物質の再処理、高レベル放射性廃棄物の処理・処分に関する技術開発をかつて行っていた特殊法人。動力炉・核燃料開発事業団を改組して1998年（平成10年）10月1日に設立された。2001年（平成13年）12月19日に閣議決定された特殊法人等整理合理化計画において「廃止した上で日本原子力研究所と統合し、新たに原子力研究開発を総合的に実施する独立行政法人を設置する方向で、平成16年度までに法案を提出する。」とされた。その後、2004年（平成16年）秋の臨時国会に日本原子力研究所との統合のための法案が提出され、2005年（平成17年）10月に日本原子力研究所と統合廃止し、日本原子力研究開発機構として再編された。

## 法人情報
- 設立: 1998年（平成10年）10月1日
- 廃止: 2005年（平成17年）9月30日
- 根拠法: 核燃料サイクル開発機構法
- 本部: 茨城県東海村
- 定員: 2,285人（2004年3月）
- 資本金: 3兆161億円（2004年3月）
- 理事長: 殿塚猷一（2004年1月就任）